# Bleach (албум)

Bleach је први албум музичке групе Нирвана који је објављен 1989. године.
Састоји се из 13 песама.
Аутор(и) свих текстова и песама: Курт Кобејн, осим где је назначено другачије. 
| №   | Назив | Трајање |  |
| 1.  | Blew | 2:55    |  |
| 2.  | Floyd the Barber | 2:18    |  |
| 3.  | About a Girl | 2:48    |  |
| 4.  | School | 2:42    |  |
| 5.  | Love Buzz (кавер верзија истоимене песме групе Shocking Blue, није била укључена у британско издање из 1989. године, већ је била замењена песмом Big Cheese, али јесте на наредном, ЦД издању из 1992. године) | 3:35    |  |
| 6.  | Paper Cuts | 4:06    |  |
| 7.  | Negative Creep | 2:56    |  |
| 8.  | Scoff | 4:10    |  |
| 9.  | Swap Meet | 3:03    |  |
| 10. | Mr. Moustache | 3:24    |  |
| 11. | Sifting | 5:22    |  |

| №   | Назив                                                | Трајање |  |
| 12. | Big Cheese (оригинално Б-страна песме )              | 3:42    |  |
| 13. | Downer (није била укључена на неким копијама касета) | 1:43    |  |